# الشمس هي أيضا نجمة (رواية)
الشمس هي أيضًا نجمة هي رواية للمراهقين للكاتبة الأمريكية نيكولا يون، نُشرت في 1 نوفمبر 2016، بواسطة دار النشر ديل. يروي الكتاب قصة شخصيتين، إحداهما على وشك الأبعاد مِن وطنه الأساسي. هذا الكتاب مُصنَّفٌ مِن ضمن قائمة نيويورك تايمز لأكثر الكتب مبيعا  وفاز بجائزة «جون ستيبتو نيو تالنت». في عام 2019، قامت وارنر برذرز بتحويل الرواية إلى فيلم.

## حبكة
الشمس هي أيضا نجمة يحكي قصة مراهقين في مدينة نيويورك، ناتاشا كينجسلي ودانييل باي. ناتاشا مهاجرة غير شرعية من جامايكا تعيش في بروكلين وتعلم أن عائلتها سيتم ترحيلها. دانيال هو ابن مهاجرين كوريين يعيشون في هارلم. دانيال شاعر يقاوم حلم والديه بأن يصبح طبيباً، وناتاشا لديها شخصية علمية.
تطلب ناتاشا المساعدة من محامي الهجرة، الذي يخبرها أن لديه موعدًا في وقت لاحق من اليوم، ثم تزور متجرًا للتسجيلات، حيث تلتقي بدانيال، الموجود في المدينة قبل مقابلة القبول بالكلية. يقضي المراهقان الساعات التالية معًا، وخلال هذه الفترة كثيرًا ما يناقشان ويتجادلان حول الحب والقدر، والمفاهيم التي تختلف الآراء حولها.
عندما يحين الوقت، يتوجهون إلى المواعيد الخاصة بهم، وبصدفة وعلى غير المتوقع كلاهما لديهما مقابلة مع نفس الشخص.

## استقبال
الشمس هي أيضا نجمة هو أفضل الكتب مبيعًا في نيويورك تايمز . كل من الكتاب  والكتاب الصوتي  هما اختيارات نقابة المكتبات الصغرى.
حصل الكتاب على تقييمات مميزة من بوكليست،  The Horn Book،  مراجعات كيركس،  بابليشرز ويكلي،  سكول لايبراري جورنال،  و Shelf Awareness،  بالإضافة إلى مراجعة إيجابية من نشرة مركز كتب الطفل.
وصفت دار النشر الأسبوعية الكتاب بأنه «تصوير مؤثر ومشوق لعلاقة عابرة». كتبت كارين سليسون في كتابتها للتوعية على الرفوف، «الشمس هي أيضًا نجمة - وهي رواية مبهجة ومفعمة بالأمل تستكشف الهوية والعائلة وحب العلم وعلم الحب والمادة المظلمة والترابط - تدور حول الرؤية والظهور وإمكانية الحب... وهو يضيء».
تلقى الكتاب المسموع، الذي رواه باهني توربين (ناتاشا)، وريموند لي (دانيال)، ودومينيك هوفمان (الراوي)، مراجعة مميَّزة بنجمة من School Library Journal، الذي أشار إلى أن «الرواة يقومون بعمل ممتاز في نقل الشخصيات الفردية والشخصية. رحلات متشابكة». قدمت Booklist مراجعة إيجابية، واصفة إياها بأنها «تكيف مجزي لرواية لا تنسى».
نشرة مركز كتب الأطفال،  بزفيد،  مكتبة شيكاغو العامة،  كيركوس،  مكتبة لوس أنجلوس العامة،  مكتبة نيويورك العامة،  ناشرون أسبوعيًا  صنفت الرواية كواحدة من أفضل روايات المراهقين لعام 2016. أدرجه مركز دراسة أدب الأطفال متعدد الثقافات في قائمة أفضل الكتب متعددة الثقافات لهذا العام.
| سنة  | جائزة                                                | نتيجة   | المرجع.       |
| ---- | ---------------------------------------------------- | ------- | ------------- |
| 2016 | أفضل رواية رومانسية للشباب في قائمة الكتب            | أعلى 10 | [ 25 ]        |
| 2016 | اختيار محرري قائمة الكتب: كتب للشباب                 | اختيار  | [ 26 ]        |
| 2016 | جائزة Goodreads Choice لأدب الشباب                   | مرشح    | [ 27 ]        |
| 2016 | جائزة الكتاب الوطني لأدب الشباب                      | نهائي   | [ 5 ]         |
| 2016 | كتب الأطفال البارزة في نيويورك تايمز                 | اختيار  | [ 28 ]        |
| 2017 | جائزة أميليا إليزابيث والدن                          | نهائي   | [ 29 ]        |
| 2017 | جوائز كتاب إنديز للكتاب الأفضل للشباب لهذا العام     | شرف     | [ 30 ]        |
| 2017 | جائزة John Steptoe New Talent للمؤلف                 | الفائز  | [ 31 ] [ 32 ] |
| 2017 | جائزة مايكل إل برينتز                                | شرف     | [ 33 ]        |
| 2017 | جائزة والتر دين مايرز                                | شرف     | [ 34 ]        |
| 2017 | أفضل خيال YALSA للشباب                               | أعلى 10 | [ 35 ] [ 36 ] |
| 2018 | العشرة الأوائل لـ جمعية المكتبات الأمريكية للمراهقين | أعلى 10 | [ 37 ]        |
| 2018 | كتب مسموعة مذهلة من YALSA للشباب                     | اختيار  | [ 38 ]        |

## فيلم التكيف
قامت شركة وارنر برذرز في عام 2019 بتكييف الرواية في فيلم من إخراج Ry Russo-Young وكتبه تريسي أوليفر. الفيلم من بطولة يارا شهيدي وتشارلز ميلتون. المؤلف، «ساهم بأفكار وملاحظات نصية ومدخلات عامة عن الفيلم.» 
بعد إصدار المقطع الدعائي للفيلم في فبراير 2019، أي قبل إطلاق الفيلم بثلاثة أشهر، زادت مبيعات الكتب بنسبة 50 بالمائة.